# Тарн, Уильям
Сэр Уильям Вудторп Тарн (англ. William Woodthorpe Tarn; 26 февраля 1869 года, Лондон — 7 ноября 1957 года, Инвернесс, Шотландия) — британский историк-эллинист, специалист по эллинизму и Александру Македонскому. Член Британской академии (1928).

## Биография
Вырос в Дингуолле, Шотландия.
В 1882—1888 годах учился в Итонском колледже. Затем учился в Тринити-колледже Кембриджа, где занимался у Генри Джексона. По образованию юрист. Работал адвокатом, однако из-за серьёзной болезни в 1905 году оставил практику. Болезнь обусловила его малоподвижный образ жизни. Известно, что он привлекался к работе спецслужб в Лондоне.
Никогда не занимал преподавательских должностей. С 1939 года он почётный член Тринити-колледжа Кембриджа. В 1952 году был посвящён в рыцари.
Принимал участие в написании ряда глав в «Кембриджской древней истории» (главы в 6—7 и 9—10-м тт.). Наиболее известные работы — «Эллинистическая цивилизация» («Hellenistic Civilisation», 1927; рус. пер.: М., 1949) и «Александр Великий» («Alexander the Great», 1948, в 2 томах).
Как отмечает Б. Я. Ставиский, Тарн, выдающийся английский учёный, «опираясь в основном на сведения письменных источников и на данные нумизматики, бывало, высказывал весьма субъективные суждения о тех или иных деятелях и событиях эллинистической эпохи и почти всегда слабо учитывал достижения археологии восточного эллинизмa».
Как отмечает Г. А. Кошеленко, Тарн, в частности, был подвергнут сaмой резкой критике за чрезмерную идеализацию образа Александра (Аlехander thе Great. Cambridge, 1948). По Тарну, Александр верил в «единство человечества» и стремился создать единую огромную мировую империю. Историк-эллинист Олег Павлович Цыбенко описывает его как одного из наиболее авторитетных эллинистов XX века.
Почётный доктор Эдинбургского университета.
В 1896 году сочетался браком с Флорой Макдональд (ум. 1937), имели дочь.

## Сочинения
- Alexander the Great. Vol. I, Narrative; Vol. II, Sources and Studies. Cambridge: Cambridge University Press, 1948.
- Вильям Тарн Эллинистическая цивилизация = Hellenistic civilisation. — М.: Издательство иностранной литературы, 1949.